# Суфрієр

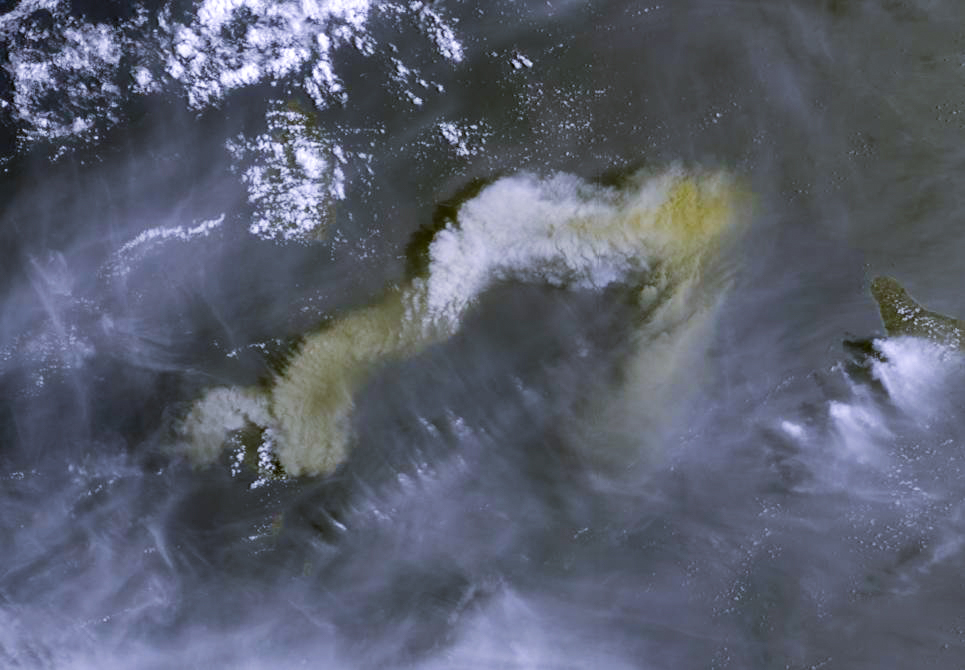
🌋

Суфрієр (Ла-Суфрієр) — активний вулкан на острові Сент-Вінсент, що належить до Навітряних островів у Карибському морі.

## Географія і структура
Маючи висоту 1234 м, Суфрієр є найвищим піком на Сент-Вінсенті, а також найвищою точкою острівної держави Сент-Вінсент і Гренадини. Суфрієр є стратовулканом з кратерним озером і є наймолодшим та найпівнічнішим вулканом острова.
На південь від вулкана розташований ланцюг конусів погаслих вулканів, що поступово знижуються. Його схили (круті західні і більш пологі східні) покриті густими вологими тропічними лісами, а численні гірські потоки утворюють складну систему річок та озер (у південній частині кратера є вулканічне озеро шириною 183 м). Багато річкових потоків були перервані вулканічною діяльністю, тому на схилах нерідко трапляються «сухі річки», чиї русла були перегороджені потоками лави.

## Історія вивержень
Один із найдревніших вулканів у Вест-Індії. За нашу еру він вивергався як мінімум вже 160 разів. Останнім часом виверження Суфрієра відбувалися в 1718, 1812, 1902, 1971 і 1979 роках.
Виверження 7 травня 1902 року, за кілька годин до виверження Монтань-Пеле на Мартиніці, вбило 1680 людей. Зона смерті, де загинули майже всі люди, охопила Кариби майже повністю. Останній великий залишок Карибської культури був зруйнований, а територія острова Домініка стала набагато меншою, порівняно з минулими часами.
Виверження відбулося в квітні 1979 року; в зв'язку з завчасним попередженням обійшлося без жертв. А вже 9 квітня 2021 року сталося нове масштабне виверження.

## Цікавинки
- Знаменита картина Вільяма Тернера, на якій зображено виверження 13 квітня 1812 року, належить Художній галереї і музею Вікторії, що в Ліверпульському університеті.

- Багато вулканів на Карибах мають назву Soufrière, що перекладається з французької як «вихід сірки». До них належить Суфрієр-Хіллс на Монтсерраті і Ла Ґранде Суфрієр на Гваделупі.

- Суфрієр є одним з найбільш вивчених вулканів у світі — сейсмостанції та геофізичні лабораторії безперервно контролюють його діяльність, а дослідники регулярно проводять експерименти зі спостереження за розвитком земної кори.